# Бутыровка
Бутыровка — деревня в Кимовском районе Тульской области России.
В рамках административно-территориального устройства входит в Молоденский сельский округ Кимовского района, в рамках организации местного самоуправления включается в Епифанское сельское поселение.

## География
Деревня находится в восточной части Тульской области, в лесостепной зоне, в пределах Среднерусской возвышенности, на правом берегу реки Сухая Табола, вблизи места впадения в неё реки Дегтярки, при автодороге 70К-196, на расстоянии 34 километров (по прямой) к юго-востоку от города Кимовска, административного центра района. Абсолютная высота — 176 метров над уровнем моря.

### Климат
Климат характеризуется как умеренно континентальный, с умеренно холодной зимой и тёплым летом. Среднегодовая многолетняя температура воздуха составляет +4 — +4,6°С. Средняя температура воздуха самого холодного месяца (января) — −10 °C (абсолютный минимум — −42 °C), средняя температура самого тёплого (июля) — +18,3 °С (абсолютный максимум — +38 °C). Безморозный период длится около 149 дней. Среднегодовое количество атмосферных осадков составляет 536 мм, из которых большая часть выпадает в тёплый период. Снежный покров держится в течение 130—145 дней. Среднегодовая скорость ветра составляет 3,6 м/с.

### Часовой пояс
Деревня Бутыровка, как и вся Тульская область, находится в часовой зоне МСК (московское время). Смещение применяемого времени относительно UTC составляет +3:00.

## Население
| 2010 |
| ---- |
| 25   |

### Национальный состав
Согласно результатам переписи 2002 года, в национальной структуре населения русские составляли 100 % из 42 чел.